# Tổ chức Hợp tác và Phát triển Kinh tế
Tổ chức Hợp tác và Phát triển Kinh tế (tiếng Anh: Organization for Economic Cooperation and Development; viết tắt: OECD) có mục đích là để tìm ra các chính sách phát triển kinh tế cùng phúc lợi của người dân.
Đây là một diễn đàn dành cho các thành viên, hiện là chính phủ của 38 nước kinh tế thị trường phát triển nhất thế giới cũng như 70 nước không phải là thành viên, cùng nhau bàn bạc, trao đổi kinh nghiệm để giải quyết các vấn đề kinh tế cũng như các vấn đề chung khác. Hiện OECD có 38 thành viên, hầu hết trong số đó là các quốc gia có thu nhập cao.
Trụ sở của tổ chức hiện nay cũng như tiền thân OEEC trước đó từ năm 1949 là ở Lâu đài La Muette ở Paris, Pháp.

## Lịch sử phát triển

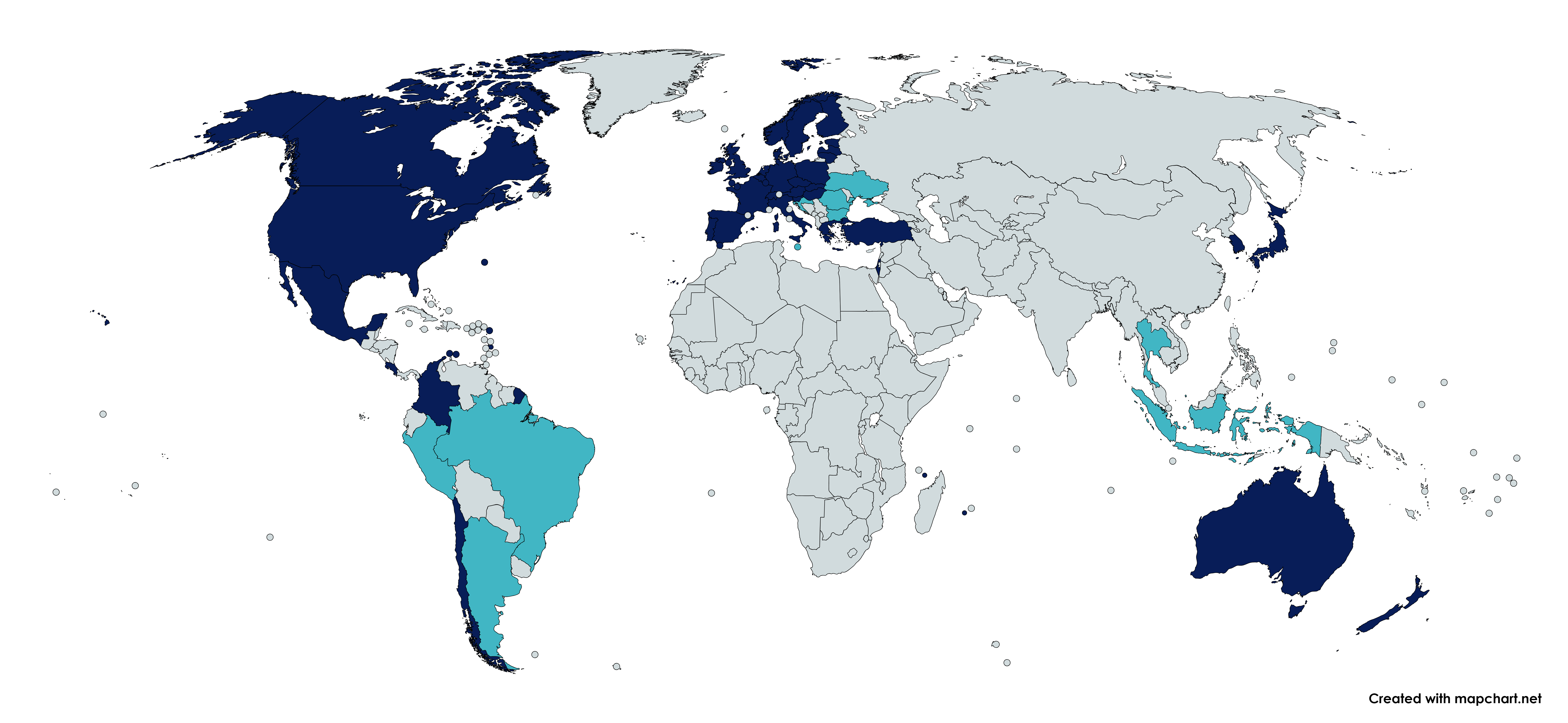
Các nước thành viên (xanh đậm) và ứng viên (xanh nhạt) của OECD

- Tiền thân của OECD là Tổ chức Hợp tác Kinh tế châu Âu (OEEC) của 16 nước châu Âu nhằm khôi phục kinh tế và giám sát phân bổ viện trợ.
- Năm 1950, Mỹ và Canada tham gia OEEC với tư cách quan sát viên.
- Năm 1961, OEEC được chuyển thành OECD. 16 nước châu Âu trong OEEC cùng với Mỹ và Canada trở thành những thành viên sáng lập của OECD (tổng cộng 20 thành viên).
- Trong những năm tiếp theo, OECD tiếp tục kết nạp một số quốc gia, bắt đầu từ Nhật Bản (1964), Phần Lan (1969), Úc (1971), New Zealand (1973), México (1994), Cộng hòa Séc (1995), Hungary, Ba Lan và Hàn Quốc (1996), Slovakia (2000), Chile, Slovenia, Israel và Estonia (2010), Latvia (2016), Litva, (2018), Colombia (2020) và mới nhất là Costa Rica (2021).

## Thành viên
OECD hiện đang có 38 thành viên, trong đó:
Châu Âu: 27 thành viên
| - Áo - Bỉ - CH Séc (1995) - Đan Mạch | - Estonia (2010) - Phần Lan (1969) - Pháp - Đức | - Hy Lạp - Hungary (1996) - Iceland - Ireland | - Ý (1962) - Latvia (2016) - Litva (2018) - Luxembourg | - Hà Lan - Na Uy - Ba Lan (1996) - Bồ Đào Nha | - Slovakia (2000) - Slovenia (2010) - Tây Ban Nha - Thụy Điển | - Thụy Sĩ - Thổ Nhĩ Kỳ - Anh Quốc |

Châu Mỹ: 5 thành viên, 3 thành viên từ Bắc Mỹ và 2 từ Nam Mỹ
| - Canada | - Chile (2010) | - Colombia (2020) | - México (1994) | - Hoa Kỳ |

Châu Á: 3 thành viên
| - Israel (2010) | - Nhật Bản (1964) | - Hàn Quốc (1996) |

Châu Đại Dương: 2 thành viên
| - Australia (1971) | - New Zealand (1973) |

## Các quốc gia được mời để trở thành thành viên
Ngày 16/5/2007, OECD đã đồng ý mời Chile, Estonia, Israel, Nga và Slovenia thảo luận để trở thành thành viên. Ngoại trừ Nga, các nước còn lại hiện đã là thành viên. 
- Nga: Ngày 13/3/2014, OECD loan báo ở Paris là sẽ ngưng các đàm phán với Nga về việc nước này xin vào tổ chức theo như yêu cầu của 34 nước thành viên vì cuộc khủng hoảng Krym 2014.[2][3]

Từ tháng 5/2013, OECD bắt đầu các cuộc thảo luận với  Colombia,  Costa Rica và  Litva.